# Timbercreek Canyon
Timbercreek Canyon est un village situé dans le canyon de Palo Duro, au nord-est du comté de Randall, au Texas, aux États-Unis,,.

## Démographie
Lors du recensement de 2010, le village comptait une population de 418 habitants. Elle est estimée, en 2019, à 391 habitants.

### Source de la traduction
- (en) Cet article est partiellement ou en totalité issu de l’article de Wikipédia en anglais intitulé « Timbercreek Canyon, Texas » (voir la liste des auteurs).